# Цесис, Владимир Абрамович
Владимир Абрамович Цесис (англ. Vladimir A. Tsesis; род. 22 июня 1941, Бельцы, Молдавская ССР) —  прозаик и эссеист, врач-педиатр. Пишет на английском и русском языках.

## Биография
Родился в Бельцах в семье кадрового военного, старшего лейтенанта интендантской службы Абрама Михайловича Цесиса (1908—1975). На третий день войны, 24 июня 1941 года, с матерью Саррой Цесис (1906—1984) и старшим братом Михаилом (1930—2016) эвакуировался из города, военные годы семья жила в Андижане (отец был на фронте, награждён орденом Красной Звезды); с 1946 года — в Выборге, после демобилизации отца в 1947 году возвратилась в Бельцы.
В 1964 году окончил Кишинёвский медицинский институт, работал педиатром в селе Малаешты (ныне Григориопольского района ПМР, описано в «Записках сельского врача», 2016), затем на протяжении 8 лет в Одесской инфекционной больнице. С 1974 года живёт в Чикаго, где прошёл резидентуру по педиатрии в Масонском медицинском центре Иллинойса (Illinois Masonic Medical Center). Работал педиатром в частной практике, в настоящее время на пенсии, активно занимается писательской деятельностью.
Владимир Цесис — автор книг прозы из жизни врача-педиатра, публицистических статей в медицинских и периодических изданиях на английском языке. На русском языке в 2010 году вышла книга В. А. Цесиса «Страницы доброты» (СПб.: Алетейя), в 2012 году там же — книга «Путь к вере. Религия здравого смысла» и в 2016 году «Советское здравоохранение на задворках империи» (Записки сельского врача), автобиографический роман «На задворках империи» (2019).

## Семья
Сын — Александр Владимирович Цесис (род. 1967), профессор юриспруденции Университета Лойолы в Чикаго, автор книг «Destructive Messages: How Hate Speech Paves the Way for Harmful Social Movements» (New York University Press, 2002), «The Thirteenth Amendment and American Freedom» (New York University Press, 2004), «We Shall Overcome: A History of Civil Rights and the Law» (Yale University Press, 2008), «For Liberty and Equality: The Life and Times of the Declaration of Independence» (Oxford University Press, 2012), «Constitutional Ethos» (Oxford University Press 2017), «Free Speech in the Balance» (Cambridge University Press, 2020), «Minorities, Free Speech and the Internet» (Routledge Studies in Human Rights, 2023).

## Книги
- Children, Parents, Lollipops: Tales of Pediatrics (Дети, родители, леденцы: педиатрические рассказы). Флорида: Gardner Press, 1996. Аудиокнига — Blackstone Audio Inc., 2007 (narrated by Pat Bottino). — ISBN 0786159006
- No Justice for Millie: an HMO Tragedy (Нет справедливости для Милли: трагедия организаций по поддержанию здоровья). BookPartners, 1998. — ISBN 1885221738
- Who's Yelling in My Stethoscope?: True Short Stories from a Pediatrician (Кто кричит в мой стетоскоп: правдивые истории от детского врача). Чикаго: BookPartners, 1998. — ISBN 1885221843 Аудиокнига — Blackstone Audio, 2007.
- All in the Family, Doctor Included: Inspirational Stories From the Heart of a Pediatrician (Все в одной семье, включая врача: воодушевляющие истории от сердца детского врача). Чикаго: Bookpartners, 1998. — ISBN 158151008X Аудиокнига — Blackstone Audiobooks, 1998 (отмечена премией Parent's Choice)[11].
- Why We Remain Jews: The Path To Faith. Academy Chicago Publishers, 2013. — 256 pp.
- Communist Daze: The Many Misadventures of a Soviet Doctor. Indiana University Press, 2017. — 254 pp.
- A Young Man in the Socialist Land: Growing Up in the USSR. Palmetto Publishing, 2019. — 368 pp.
- Ballad of my Fearless Heroine: Cancer, Be Not Proud. Palmetto Publishing, 2022. — 254 pp.

- Страницы доброты. Санкт-Петербург: Алетейя, 2010. — 320 с. — ISBN 978-5-91419-389-5
- Путь к вере. Религия здравого смысла. СПб: Алетейя, 2012. — 192 с. — ISBN 978-5-91419-652-0
- Советское здравоохранение на задворках империи. Записки сельского врача. СПб: Алетейя, 2016. — 296 с. — ISBN 978-5-906823-51-9
- Нотатки сільського лікаря, або Лікуватися задарма — дарма лікуватися. Киев: Каяла, 2016. — 279 с. — ISBN 978-617-7390-03-8
- На задворках империи: Детские и юные годы Давида Ламма. СПб: Алетейя, 2019.  — 294 с. — ISBN 978-5-907115-98-9
- Моя бесстрашная героиня. СПб: Алетейя, 2022. — 278 с.